# Joaquim Gomes (basquetebolista)
Joaquim Brandão Gomes, mais conhecido como Kikas (nascido no dia 23 de dezembro de 1980, Luanda), é um ex-basquetebolista angolano, amplamente reconhecido como um dos melhores postes da história do basquetebol em África. Representou a seleção nacional de Angola durante quase duas décadas e teve uma carreira de destaque tanto em clubes nacionais como no basquetebol universitário dos Estados Unidos.

## Início de vida e formação
Joaquim Gomes nasceu em Luanda, Angola. Iniciou-se no basquetebol no final da década de 1990, mostrando desde cedo grande potencial físico e técnico. Com o apoio da sua família, obteve uma bolsa de estudos para estudar nos Estados Unidos, onde conciliou a prática do desporto com a formação académica.

## Carreira

### Universitária
Entre 2000 e 2004, Joaquim Gomes frequentou a Universidade de Valparaiso, em Indiana, onde jogou pela equipa universitária Valparaiso Crusaders. Durante o seu percurso universitário, destacou-se no campeonato da conferência Horizon League, sendo nomeado para a equipa ideal da liga em 2002. Nesse mesmo ano, ajudou a equipa a conquistar o título da conferência, garantindo presença no torneio da NCAA.

### Profissional
Após terminar o seu percurso universitário, passou por clubes da Alemanha (RheinEnergie Köln) e dos Países Baixos (EiffelTowers Den Bosch), antes de regressar a Angola, onde se juntou ao Clube Desportivo 1.º de Agosto. Com este clube, venceu diversos campeonatos nacionais, taças e títulos continentais, consolidando-se como uma das grandes figuras do basquetebol africano.
Em campo, era conhecido pela sua inteligência táctica, capacidade de bloqueio e liderança dentro e fora do campo. Atuava principalmente como poste (posição 5), mas também desempenhava com competência a função de extremo-poste (posição 4), graças à sua mobilidade e leitura de jogo.

### Seleção Nacional
Kikas Gomes representou a Seleção Angolana de Basquetebol em cinco Campeonatos do Mundo da FIBA (2002, 2006, 2010, 2014 e 2019) e em duas edições dos Jogos Olímpicos (2004 em Atenas e 2008 em Pequim). Foi peça central nas conquistas do Afrobasket, onde Angola dominou o continente africano durante os anos 2000.
Era frequentemente reconhecido pelo seu desempenho consistente nos torneios africanos, onde recebeu múltiplos prémios de Jogador Mais Valioso (MVP).

## Aposentação e legado
Joaquim Gomes retirou-se da competição profissional em 2017, depois de mais de uma década ao mais alto nível. A sua despedida foi marcada pela participação no Torneio Vitorino Cunha. Na ocasião, afirmou:
“Terminei a minha carreira desportiva como atleta, vou encerrar agora no torneio Vitorino Cunha, nos dias 12, 13 e 14, deste mês, no ‘Anónimos Missão Torneio Vitorino Cunha’. Vou aproveitar essa oportunidade para fazer a minha despedida oficial dos campos. Foram mais de 23 anos de basquetebol das quais inúmeros anos a representar mais de diversas selecções desde a juvenil, júnior fã, esperança e senior. Foram muitos anos de lutas, batalhas e vitórias. Quero agradecer aos midias, aos fãs, à minha família por todo carinho e apoio que me deram durante estes anos todos.”
Após a sua aposentação, passou a desempenhar funções administrativas e técnicas no basquetebol, estando envolvido na formação de jovens talentos em Angola.
Foi condecorado pelo Presidente da República de Angola, João Lourenço, na classe "Paz e Desenvolvimento", durante as comemorações dos 50 anos da independência do país.
É considerado uma lenda do basquetebol angolano e africano, sendo recordado pela sua ética de trabalho, profissionalismo e contribuições decisivas para o sucesso das selecções nacionais.

## Títulos

### Pelo1.º de Agosto
- 7× Campeão do Campeonato Angolano de Basquetebol (BAI Basket): 2008, 2009, 2010, 2011, 2013, 2015, 2016
- 5× Vencedor da Taça de Angola: 2009, 2010, 2011, 2015, 2016
- 4× Campeão do Campeonato Africano de Clubes (AfroLiga/FIBA África): 2008, 2009, 2010, 2013

### PelaSeleção Nacional de Angola
- 5× Campeão do Afrobasket (FIBA África): 2001, 2003, 2005, 2007, 2009
- 4× MVP do Afrobasket: 2003, 2005, 2007, 2009
- Medalha de Ouro nos Jogos Pan-Africanos: 2007 (Argel)
- Participações nos Jogos Olímpicos: 2004, 2008
- Participações nos Campeonatos do Mundo FIBA: 2002, 2006, 2010, 2014, 2019

### PelaUniversidade de Valparaiso
- Campeão da Horizon League (NCAA Conference Tournament): 2002
- Nomeado para a Equipa Ideal da Conferência: 2002